# Lista över svenska flygflottiljer
Detta är en lista över svenska flygflottiljer tillhörande Flygvapnet. Flottiljer och förband som är aktiva är markerade med fet text.

## Flygflottiljer i nummerordning
- F 1 – Första flygkåren (1929–1936)
- F 1 – Västmanlands flygflottilj (1936–1983)
- F 2 – Andra flygkåren (1926–1936)
- F 2 – Upplands flygflottilj (1936–1936)
- F 2 – Roslagens flygflottilj (1936–1949)
- F 2 – Roslagens flygkår (1949–1974)
- F 3 – Tredje flygkåren (1926–1936)
- F 3 – Östgöta flygflottilj (1936–1974)
- F 4 – Fjärde flygkåren (1926–1936)
- F 4 – Jämtlands flygflottilj (1936–2006)
- F 5 – Flygskolan (1926–1929)
- F 5 – Flygskolkåren (1929–1936)
- F 5 – Flygkrigsskolan (1936–1942)
- F 5 – Krigsflygskolan (1942–1998)
- F 6 – Västgöta flygflottilj (1939–1994)
- F 7 – Skaraborgs flygflottilj (1940–)
- F 8 – Svea flygflottilj (1938–1963)
- F 8 – Svea flygkår (1963–1974)
- F 9 – Göta flygflottilj (1940–1969)
- F 10 – Skånska flygflottiljen (1940–2002)
- F 11 – Södermanlands flygflottilj (1941–1980)
- F 12 – Kalmar flygflottilj (1942–1980)
- F 13 – Bråvalla flygflottilj (1943–1994)
- F 14 – Hallands flygflottilj (1944–1961)
- F 14 – Hallands flygkår (1961–1972)
- F 14 – Flygvapnets Halmstadsskolor (1972–1998)
- F 15 – Hälsinge flygflottilj (1945–1998)
- F 16 – Upplands flygflottilj (1943–2003, 2021–)
- F 17 – Blekinge flygflottilj (1944–)
- F 18 – Södertörns flygflottilj (1946–1974)
- F 18 – Flygvapnets Södertörnsskolor (1974–1986)
- F 19 – Svenska frivilligflottiljen i Finland (1940–1940)
- F 20 – Flygkadettskolan (1944–1966)
- F 20 – Flygvapnets krigsskola (1966–1982)
- F 20 – Flygvapnets krigshögskola (1982–1984)
- F 20 – Flygvapnets Uppsalaskolor (1984–2004)
- F 21 – Norrbottens flygbaskår (1941–1963)
- F 21 – Norrbottens flygflottilj (1963–)
- F 22 – 22 U.N. Fighter Squadron (1961–1963)
- F 30 – Flygtransportflottiljen (1948–1948)
- LSS – Luftstridsskolan (2005–)

## Helikopterförband
Fram till 1998 var de olika helikopterförbanden fördelade på både armén, flygvapnet och marinen. 1998 samlades all helikopterverksamhet inom Försvarsmakten under Helikopterflottiljen. Helikopterflottiljen var under åren 1998–2003 ett eget truppslag, för att sedan bli en del av flygvapnet.
- HKP F – Helikopterförsöksförbandet, Berga (1975–1982)
- Hkpflj – Helikopterflottiljen (1998–)
- 1. hkbat – Norrlands helikopterbataljon (1998–2000)
- 1. hkpskv – Norrlands helikoptersvadron (2000–)
- 2. hkpskv – Andra helikopterskvadronen (2009–)
- 2. hkpbat – Svea helikopterbataljon (1998–2000)
- 2. hkpskv – Svea helikopterskvadron (2000–2004)
- 3. hkpbat – Göta helikopterbataljon (1998–2000)
- 3. hkpskv – Tredje helikopterskvadronen (2005–)
- 4. hkpbat – Östgöta helikopterbataljon (1999–2004)
- 5. hkpskv – Femte helikopterskvadronen (2000–2009)
- Hkpflj/Malmen 	– Helikopterflottiljen på Malmen (2004–2008)
- 31. hkpdiv – 31. helikopterdivisionen, Ronneby (2005–????)
- 32. hkpdiv – 31. helikopterdivisionen, Ronneby (2005–????)
- 33. hkpdiv – 33. helikopterdivisionen, Ronneby (2005–????)

Armeflyget
- HkpS – Arméns helikopterskola (1959–1980)
- AF 1 – Norrbottens arméflygbataljon (1980–1998)
- ArtflygS – Artilleriflygskolan (1963–1980)
- ArméflygS – Arméflygskolan (1980–1985)
- AF 2 – Östgöta arméflygbataljon (1985–1999)

Marinflyget
- 1. hkpdiv – 1. helikopterdivisionen, Berga (1957–1989)
- 11. hkpdiv – 11. helikopterdivisionen, Berga (1989–1990)
- MFlygL – Marinflygledningen, Berga (1990–1997)
- 2. hkpdiv – 2. helikopterdivisionen (1959–1989)
- 12. hkpdiv – 12. helikopterdivisionen, Säve (1989–1998)
- 13. hkpdiv – 13. helikopterdivisionen, Ronneby (1987–1998)